# Grandfather Mountain
Grandfather Mountain (pol. Dziadkowa Góra) – szczyt znajdujący się w Linville, w stanie Karolina Północna. Wznosi się na 1 818 m n.p.m. i jest najwyższym szczytem w łańcuchu górskim Pasma Błękitnego, w południowych Appalachach. 
Od strony południowej Grandfather Mountain przebiega Blue Ridge Parkway, droga widokowa. Góra jest posiadłością prywatną i stanowi rezerwat dziewiczej szaty roślinnej, będąc tym samym atrakcją turystyczną. Największą atrakcją jest najwyżej położony w Stanach Zjednoczonych most wiszący, zbudowany w 1952 roku przez właściciela Hugh Mortona, który konstrukcję zadedykował senatorowi Williamowi Umsteadowi. 
Most łączy dwa skaliste szczyty i zwany jest "swinging". Na jednym ze szczytów znajduje się taras widokowy, z którego można zobaczyć największe miasto Karoliny Północnej – Charlotte oddalone ok. 100 mil od Grandfather Mountain. 
Hugh Morton odziedziczył górę po swoim ojcu i przystosował ją do turystycznych wędrówek. Wzdłuż drogi na szczyt zostały ustawione eksponaty przyrodnicze oraz przygotowano miejsca piknikowe. Góra oferuje szlaki turystyczne różnego stopnia trudności. Najtrudniejsze wymagają wspinaczki po drabinach na szczyt i tarasy widokowe. 
W miarę pokonywania wysokości zaobserwować można aż 16 różnych ekosystemów. Grandfather Mountain wznosi się w pobliżu rzeki Catawba. Sama zaś daje początek dwóm innym: Linville, wypływającej po wschodniej stronie i Watauga z zachodniej strony szczytu oraz kilku mniejszym źródłom. 
Jeden z największych w Ameryce Północnej festiwali kultury szkockiej i celtyckiej – Highland games – jest organizowany właśnie na Grandfather Mountain. Festiwal przyciąga gości z całego świata oraz potomków szkockich pionierów, którzy osiedlali się w pobliżu góry. Organizowane są szkockie gry i rozbrzmiewa ludowa muzyka. 
Szczyt Grandfather Mountain jest pokryty lasem świerkowo-jodłowym. Jego ilość jest niewielka z powodu wyniszczenia drzewostanu na początku XX wieku, gdy obszar dotknęła plaga drzewnych szkodników Balsam woolly adelgidsa. 